# Sas (herb szlachecki)
Sas (Drag) – herb szlachecki.

## Opis herbu
Herb Sas występuje w kilku odmianach, z których najważniejsze to:
- Sas I: W polu błękitnym półksiężyc złoty, zwrócony barkiem ku dołowi, nad nim – pomiędzy dwiema gwiazdami złotymi – strzała srebrna grotem ku górze skierowana. W klejnocie siedem piór pawich przebitych strzałą srebrną w lewo.
- Sas II: W polu czerwonym półksiężyc złoty, zwrócony barkiem ku dołowi, nad nim – pomiędzy dwoma sześcioramiennymi złotymi gwiazdami – srebrna strzała zwrócona grotem ku górze. W klejnocie siedem piór pawich przebitych złotą strzałą skierowaną w lewo.

Herb występuje także w wariantach hrabiowskich (m.in. Dzieduszyckich, Komarnickich, Uruskich), z dodanymi koronami rangowymi, odmianami i trzymaczami.

## Najwcześniejsze wzmianki
Herb pochodzenia węgierskiego, związany prawdopodobnie z Wołochami osadzanymi od XIII w. przez królów węgierskich na terenach Marmaroszu, m.in. w celu stworzenia systemu obrony przed Tatarami. Na Rusi Halickiej pierwsi przedstawiciele rodu Sasów – Dragów – pojawili się w 1359.
Ślad wołoskiego pochodzenia herbu zawarty jest w legendzie herbowej przedstawionej przez Kaspra Niesieckiego w jego herbarzu, wywodzącej Sasów od wołoskiego grafa Wanczałucha, zwanego też Wańczą Wołoszynem, który miał otrzymać w XV w. rozległe nadania w okolicach Turki.

Sas II – Sas – Komarnicki

Na ziemiach polskich związany z rodami wołoskimi (przede wszystkim z rodem Dragów-Sasów) – wśród kilkuset rodzin pieczętujących się tym herbem, najwięcej było przesiedleńców z Mołdawii i Wołoszczyzny, osadzonych jeszcze w XIII, a może nawet w XII w. na Rusi Halickiej. Przesiedlenia te były próbą stworzenia spójnego systemu obrony przed najazdami tatarskimi, a także próbą wprowadzenia nowego typu pasterstwa na ziemie nieużywane. Według Franciszka Piekosińskiego najwcześniejsze wzmianki na temat tego herbu w Polsce pochodzą z XV w., a pierwszy zachowany wizerunek na pieczęci z 1464. Większość rodzin to przeważnie wschodniogalicyjska szlachta zaściankowa, choć nie brakowało także znamienitszych rodów z innych rejonów Polski jak np. Jędryczków z Opola.
Nie jest jasne pochodzenie nazwy herbu. Według jednej z teorii nazwa Dragów – Sasów wywodzi się od imienia lub przydomku wojewody Sasa, syna Draga, pochodzącego z rodu, który z ramienia Węgier zarządzał Mołdawią. Wschodnie pogranicze Węgier, a zwłaszcza ziemię siedmiogrodzką, zamieszkiwało wielu osadników saskich. Być może echem związków rodzinnych Wołochów z osadnikami niemieckimi rodowych jest właśnie słowo „Sas”, które pierwotnie było przydomkiem, a później stało się nazwą całego rodu.
W języku węgierskim słowo „sas” oznacza „orzeł”. Z kolei „drága” oznacza – drogi, ukochany, bezcenny. Węgierskie pochodzenie nazwy wiąże się z historią migracji Wołochów. Całkowicie błędne, według niego, było natomiast wiązanie tej nazwy z niemieckimi Sasami – stąd najprawdopodobniej funkcjonujące mylne określenie dla Wołochów –„bracia germanie”, chociaż w miejscach, w których dotychczas przybywali czyli Rumunia oraz dzisiejsza Słowacja, rozwijało się od XII wieku osadnictwa saksońskie, które dało impuls osadniczy w okresie panowania Kazimierza Wielkiego i Ludwika Węgierskiego. Na Węgrzech takim samym herbem (czasem przedstawianym ze złotą strzałą) już od XV w. pięczętuje się rodzina Dragffy, co potwierdza węgierskie pochodzenie herbu, zwłaszcza przy podobieństwie nazwiska do alternatywnej nazwy herbu Sas.

Sas III – odmiana herbu Sas

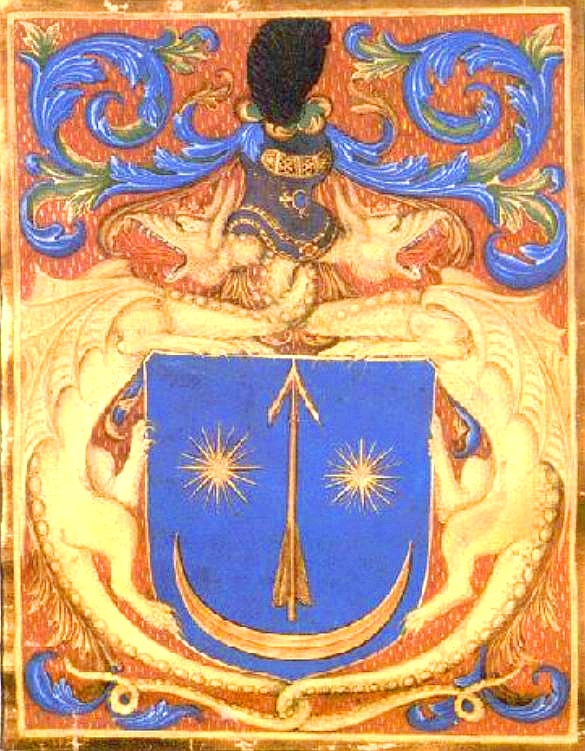
Herb rodziny Dragffy

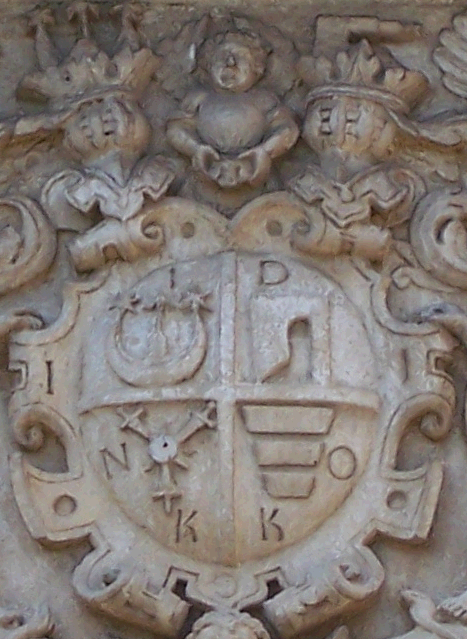
Herb Jana Daniłowicza h. Sas (1605 roku). Kartusz herbowy na zamku w Olesku

## Herbowni
Lista sporządzona została na podstawie wiarygodnych źródeł, zwłaszcza klasycznych i współczesnych herbarzy. Należy jednak zwrócić uwagę na częste zjawisko przypisywania rodom szlacheckim niewłaściwych herbów, szczególnie nasilone w czasie legitymacji szlachectwa przed zaborczymi heroldiami, co zostało następnie utrwalone w wydawanych kolejno herbarzach. Identyczność nazwiska nie musi oznaczać przynależności do danego rodu herbowego. Przynależność taką mogą bezspornie ustalić wyłącznie badania genealogiczne.
Najpełniejszą listę herbownych stworzył Tadeusz Gajl w Herbarzu polskim od średniowiecza do XX wieku z 2007 roku. Lista zawiera 781 nazwisk:
Abramowski, Alechnowicz, Aleksandrowicz, Andrzejkowicz, Arszenic, Asłam, Asłamowicz, Asłanowicz, Awramowski.
Babaszyński, Baczański, Baczewski, Baczyński, Badowski, Balicki, Balowicz, Bandrowski, Baniewicz, Banikowski, Bankowski, Bańkowski, Baraniecki, Bardziejowicz, Batowski, Bejarski, Bejdowski, Bejowski, Bereziński, Berezowski, Bereźnicki, Bereżnicki, Bereżyński, Bieliński, Bieniewski, Biernacki, Bilawicz, Biliński, Billewicz, Blisiewicz, Błażejewicz, Błażewicz, Błażewski, Błażowski, Bobaszyński, Bobrowicz, Boczański, Bodrug, Bogusiewicz, Bohatyrowicz, Bohosiewicz, Bojarowski, Bojarski, Bojarzyński, Bojeniacki, Bondarzewski, Bonowski, Borkowski, Boryczewski, Borysławski, Bosacki, Bosadzki, Brański, Bratkowski, Broszniewski, Broszniowski, Browczyński, Brylewicz, Brylewski, Bryling, Bryliński, Brynk, Brześciański, Brzuski, Buchowski, Budziewicz, Bujarski, Buszyński, Buzdawicz, Byliński, Byszyński.
Charczyński, Charewicz, Chechłowski, Chesłowski, Chłopicki, Chnatusko,Chodakowski, Chodkowski, Chodorowski, Chołodowicz, Chomikowicz, Chordyński, Chosłowski, Chozłowski, Chrustowski, Ciechoński, Ciechowski, Ciecieniewski, Ciecieniowski, Ciemierzyński, Ciemierżyński, Cierciowicz, Cierpiłowski, Cierupowicz, Cieszkowski, Cisowski, Cissowski, Ciurupowicz, Cucyłowski, Czahrowski, Czajkowski, Czapiewski, Czapiński, Czarnota, Czarnowski, Czemierzyński, Czemierżyński, Czepucha, Czerpacki, Czołchański, Czołhański, Czołowski, Czuczepkowicz, Czulewicz, Czułajewski, Czylewski, Czyżewski.
Dachnowicz, Damiłowski, Danejko, Danilenko, Daniełowicz, Danilewicz, Daniłowicz, Daniłowski, Daniszowski, Dasiewicz, Daszkiewicz, Dawkszewicz, Dawszkiewicz, Dąbrowski, Dekański, Delatyński, Demkowicz, Didkowski, Ditkowski, Długopolski, Dmitraszko, Dmitrowicz, Dmoszycki, Dmościcki, Dmytrowicz, Dniestrzański, Dobrocki, Dobrodzki, Dobrokański, Dobrosański, Dobrowlański, Dobrowolski, Dobrożański, Dobrzański, Dobrzyjański, Dodajewski, Doliński, Dołżański, Dombrowski, Domeński, Doroszewicz, Drelachowski, Drelichowski, Drobnicki, Drohomirecki, Drużbicz, Drużyłowski, Dryniewicz, Dubanowicz, Dubieniewicz, Dubracki, Dubrawski, Dubrowlański, Dubrowski, Duchowski, Dulski, Dunajewski, Duniecki, Duszyński, Dwernicki, Dwojakowski, Dydkowski, Dziedoszycki, Dzieduszycki, Dziedzicki, Dziendolet, Dzientolet, Dziewiątkowicz, Dziewulski, Dziurdz, Dziurdziewicz, Dżurdż, Dżurdżewicz.
Esymontowski.
Faleński, Falęski, Faliński, Fedkowicz, Filonowicz, Fiłonowicz, Floriański, Foland, Forkiewicz, Fryzowicz, Fugowski.
Gacicki, Gaczyński, Gałecki, Giecewicz, Girski, Giżelewski, Gogoliński, Gojsiewski, Gojziewski, Gojżewski, Goliński, Gorczyński, Gorzeński, Goszowski, Gotkiewicz, Goyżewski, Grabowiecki, Grebnicki, Guranda, Gwozdecki.
Haczyński, Hanczewski, Hatajłowicz, Herman, Hnilecki, Hołobut, Hołonowicz, Hołyński, Hordyński, Horodecki, Horodyński, Horodyski, Horoszkowicz-Jaworski, Horucki,Hoszowski, Hrebiński, Hrebnicki, Hrebuński, Hrunicki, Hubiak, Hubicki, Huhernicki, Hulecki, Humecki, Humiatycki, Huniatycki, Huniewicz, Husakowski, Hussakowski, Hussarowski, Huśniański.
Ignaszewicz, Ihnatowicz, Ilnicki, Iwanicki, Iżycki.
Jabłoński, Jamiński, Jamnicki, Janiowicz, Janiszewski, Jaroszewicz, Jasienicki, Jasieński, Jasiewicz, Jasiński, Jaśniski, Jaworowski, Jaworski, Jermałowicz, Jermołowicz, Juchno, Jugiewicz, Jurgiewicz, Jurkiewicz, Jurkowski.
Kaczkowski, Kaleczycki, Kalinowicz, Kałęczycki, Kamiński, Kanafalski, Kaniowski, Kanofojski, Kański, Kapczewski, Karbowski, Karczewski, Karczmarzewski, Karczyński, Karmazyn, Karwowski, Kasprzykowski, Keller, Kędzierski, Kiedrowski, Kierewczycki, Kiernowski, Kierzkowski, Kimakowicz, Klaczowski, Klechniewski, Klechniowski, Kluczyński, Kładnicki, Kłodnicki, Kniaźdworski, Kniehiniński, Kniehiński, Kniehynicki, Knihinicki, Knihiński, Koblański, Kobylański, Kobyleński, Kobyliński, Kokolnicki, Kołkanowicz, Kołodczak, Komarnicki, Komorowski, Konaszewicz, Kopcieński, Kopciński, Kopczeński, Kopczyński, Kopiecki, Kopystyński, Korczmarzewski, Korczmażewski, Korczyński, Kornalewski, Kornelowski, Kornieszowski, Kotecki, Kotel, Kotłowicz, Kozakowski, Kozłowski, Krameński, Krasowski, Krassowski, Kraśniański, Kraśnicki, Krechowicki, Krechowiecki, Krechowski, Kropielnicki, Kropilnicki, Kropiwnicki, Krupicki, Krusielnicki, Kruszelnicki, Kryłoszański, Krynicki, Krzeczkowski, Krzewkowski, Krzywczycki, Księżyk, Kubicki, Kuiłowski, Kulczycki, Kulhanowicz, Kumarnicki, Kunecki, Kunicki, Kupiecki, Kuszczykiewicz.
Lacki, Lastowski, Lechowicz, Leniewicz, Lepech, Lepiech, Leszczyński, Leśnikiewicz, Lewandowski, Lewicki, Lewiński, Lichacki, Lipecki, Lipiecki, Liskowacki, Liskowski, Liśniekiewicz, Lityński, Lubacki, Lubaczewski, Lubaczowski, Lubieniecki, Lubikowski.
Łabinowicz, Łabunowicz, Łagorzewski, Łagowski, Łapuszański, Łapuszyński, Łastowski, Ławrowski, Łącki, Łęski, Łodyński, Łomia, Łopuszański, Łostowski, Łowczycki, Łoziński, Łubieniecki, Łucki, Łuckiewicz, Łuczaj, Łuczkiewicz, Łuczycki, Łuczyński, Łukawicki, Łukawiecki, Łukcewicz, Łużecki, Łytyński.
Macewicz, Machalewski, Maciulewicz, Maculewicz, Majtkowski, Malikowski, Malinkowski, Malitowski, Malkiewicz, Małuszycki, Manasterski, Manastyrski, Mańczak, Martycz, Matkowski, Medyński, Michniewicz, Mikulski, Misczowski, Miszczowski, Miszczkowski, Mokrzecki, Mokrzycki, Molitowski, Monasterski, Monastyrski, Morgulec, Morkowski, Morochowski, Moszkowski, Mościszewski, Mujski, Mykitycz, Myszczowski.
Nagwazdan, Nahujowski, Nanowski, Nehrebecki, Niebyszczański, Niedaszkowski, Niedziałkowski, Niedzielski, Niehrebecki, Niemszyński, Nowakowski, Nowicki, Nowosielecki, Nowosielski, Nozdryn.
Obertyński, Obuchowski, Odrzechowski, Odyniak, Olechnowicz, Olegnicki, Oleszkiewicz, Oleszkowicz, Olewnicki, Opolski, Opryszowski, Orłowski, Ortyński, Orzeński, Ostolski, Ostraszewicz.
Pacławski, Palimączyński, Pareński, Parnawski, Paryłowski, Pasławski, Patyłowski, Pawlik, Pawlikowicz, Pawlikowski, Perehuda, Perski, Petraszewicz, Pielecki, Pilik, Piskowski, Płonczyński, Płoszczański, Płoszczyński, Płotnicki, Podgórski, Podgurski, Podhajecki, Podhorecki, Podhorodecki, Podlesiecki, Podłuski, Podwysocki, Pohorecki, Pokutyński, Polański, Politowicz, Popiel, Popielnicki, Popin, Popkowicz, Poradowski, Porudowski, Półtorakiewicz, Procewicz, Proczewicz, Prusinowski, Przygrodzki, Pukiniecki, Pułtorakiewicz, Pumporakiewicz, Putwiński, Puziowicz.
Raczkiewicz, Radiłowski, Radzewic, Radzewicz, Radziewicz, Rafalski, Rajca, Rajkiewicz, Rasko, Rastawiecki, Rastowiecki, Raszko, Raszkowski, Rayca, Raykiewicz, Robaszewski, Rodziewicz, Rozłucki, Rożniatowski, Rożniewski, Rubaszewski, Rubinowski, Rudnicki, Rupczyc, Rybczyc, Rybnicki, Rybotycki, Rychlicki, Rychliński, Rześniewski, Rześniowiecki, Rzodkiewicz.
Sarnowski, Sasimowski, Sasinowski, Saski, Sasowski, Sasulicz, Semkowicz, Serednicki, Sernowski, Siarczyński, Siemakowicz, Siemasz, Siemiasz, Siemiginowski, Sienicki, Sienuszkowicz, Skoinicki, Skolski, Skotnicki, Skowronek, Skulski, Słotyło, Smereczański, Smeroczański, Smolnicki, Snitowski, Sołoma, Soroczyński, Sosiński, Sosnowski, Sozański, Srzednicki, Stanisławski, Steckiewicz,Stefański, Strupiński, Strutyński, Stryjski, Stryski, Strzelbicki, Stupnicki, Stypałkowski, Sulatycki, Swarczyński, Swaryczewski, Symon, Sypajło, Szachnowicz, Szandorowski, Szandrowski, Szandyrowski, Szczeniawski, Szczeniowski, Szczombrowski, Szczurewicz, Szczygielski, Szemetyłło, Szeniowski, Szeptycki, Szeremieciński, Szpakowski, Szumiłło, Szumiło, Szumlański, Szylwiński, Szymański, Szyszka.
Śnitkowski, Świchodowski, Świebodowski, Świerzpot, Świrydowski, Świstelnicki, Świstun.
Taonewicz, Tarnawski, Tarnowiecki, Tarnowski, Tatomir, Telepianowicz, Tenewicz, Terlecki, Ternawski, Ternowski, Terpiłowski, Tokarski, Topolnicki, Toporowicz, Towarnicki, Trachimowski, Trojanowski, Truchanowicz, Trzcina, Turczyński, Turebski, Turecki, Turek, Turkiewicz, Turzański, Tustanowski, Tychowski, Tymiński, Tymowski, Tysarowski, Tysowski, Tyssowski, Tyszarowski, Tyszewicz, Tyzdrowski.
Uhelnicki, Uhernicki, Uhrynowski, Ulnicki, Uniatycki, Uniatyński, Urbański, Urocicki, Urociecki, Uruski, Usarzewski, Ussakowski, Ussowski, Ustyanowski.
Waczewski, Wakulski, Wanczałuch, Wandrowicz, Wandrycz, Wasilkowski, Wasylkiewicz, Weber, Weidman, Werpachowski, Werpechowski, Werycha, Weryha, Wichliński, Winkler, Winnicki, Wisłobocki, Wisłocki, Wismont, Witkowski, Witwicki, Włosiański, Wojutyński, Wolański, Wołczański, Wołkowicki, Wołkowyski, Wołłszowski, Wołosiański, Wołosiecki, Wołosowski, Wołoszowski, Wołoszyn, Wołoszynowski, Wołoszyński, Wołszyński, Worotnicki, Woruski, Woruyski, Worytko, Wysłobocki, Wysoczański, Wyszyński.
Zaczywilkowski, Zaderewnicki, Zadrzewicki, Zajkowski, Zakałużny, Zakaźny, Zankowicz, Zapłatyński, Zarudzki, Zasimowicz, Zatwardnicki, Zatwarnicki, Zawadzki, Zawisza, Zeliszkiewicz, Zeloborski, Zesieliński, Zesteliński, Zeszteliński, Zieliborski, Zieliński, Ziembiński, Ziębiński, Ziętarski, Zuber, Zubr, Zubrzycki, Zukotyński, Zurakowski, Zuroch, Zyzani.
Żabiński, Żejmo, Żeliborski, Żelisko, Żerebecki, Żórakowski, Żubr, Żukociński, Żukotyński, Żukowski, Żurachowski, Żurakowski, Żurawski, Żydykowicz.

### Znani herbowni
- Krzysztof Kamil Baczyński – poeta, powstaniec warszawski, przedstawiciel pokolenia Kolumbów
- Dymitr Bandrowski – łowczy buski
- Łukasz Baraniecki – arcybiskup metropolita lwowski w latach 1849–1858
- Marian Aleksander Baraniecki herbu Sas – matematyk polski, profesor Uniwersytetu Jagiellońskiego. Urodzony 8 grudnia 1848 r. w Warszawie, zm. 25 lutego 1895 r. w Krakowie.
- Anna Bilińska-Bohdanowiczowa (1857–1893) – polska malarka.
- Leon Biliński herbu Sas – minister Skarbu, Rektor Uniwersytetu im. Jana Kazimierza we Lwowie.
- Krzysztof Sas Buchowski – Zygmunt III powierzył mu tytuł łowczego przemyskiego 8 marca 1590 roku. (źródło: ISBN 83-03-02520-1)
- Jan Daniłowicz na Olesku herbu Sas (zm. 1628 we Lwowie) – wojewoda ruski od 1613, kasztelan lwowski od 1612, krajczy wielki koronny od 1600, podczaszy wielki koronny, łowczy bełski, starosta bełski, buski, korsuński i czehryński.
- Albin Dunajewski herbu Sas – biskup Krakowski. Urodzony 1 marca 1817 r. w Stanisławowie. Zmarł 19 czerwca 1894 r. w Krakowie.
- Julian Dunajewski – rektor Uniwersytetu Jagiellońskiego, profesor ekonomii, prezydent Krakowa, minister skarbu Austrii. Młodszy brat biskupa Albina Dunajewskiego.
- Józef Dwernicki herbu Sas. Generał Polski, dowódca kawalerii w powstaniu listopadowym. Urodził się 19 marca 1779 w Warszawie. Zmarł 23 listopada 1857 w Łopatynie w Galicji.
- Włodzimierz Dzieduszycki (1825–1899) – przyrodnik, mecenas nauki, folklorysta, polityk
- Włodzimierz Dzieduszycki (1885–1971) – ziemianin, działacz sportowy, ornitolog
- Stefan Hordyński (~ 1720–?) – miecznik kijówski, pisarz grodzki lwowski i poseł ziemi lwowskiej (1764), podpisał elekcyę Stanisława Augusta. Sędzia grodzki lwowski (1769) i podstarości lwowski (1779).
- Bohdan Sas-Jaworski – jeździec, olimpijczyk.
- Włodzimierz Kulczycki (1862–1936) – profesor, lekarz weterynarii, zoolog, anatom zwierząt, kolekcjoner kobierców wschodnich.
- Jerzy Franciszek Kulczycki (1640–1694) – dyplomata, szpieg, żołnierz Jana Sobieskiego, założyciel jednej z pierwszych kawiarni w Wiedniu.
- Modest Strzelbicki (1823–1902) – biskup wołyński.
- Antoni Manastyrski (1863–1869) – biskup przemyski.
- Stanisław Tarnawski – chorąży Ziemi Sanockiej (XVI/XVII w.).
- Andrzej Tymowski herbu Sas – socjolog, profesor Uniwersytetu Warszawskiego. Pracownik Ośrodka Badań nad Tradycją Antyczną w Polsce i Europie Środkowowschodniej UW, Dyrektor Programów Międzynarodowych. Urodzony 22 grudnia 1922 r. w Łodzi, zm. 15 października 2002 r.
- Stanisław Wisłocki herbu Sas (ur. 7 lipca 1921 w Rzeszowie, zm. 31 maja 1998 w Warszawie) – polski kompozytor, dyrygent i pianista. Autor utworów orkiestrowych, kameralnych i fortepianowych[5].
- Władysław Ignacy Wisłocki (1841–1900) – historyk literatury, bibliograf, bibliotekarz, kustosz Biblioteki Jagiellońskiej, profesor Uniwersytetu Jagiellońskiego
- Władysław Tadeusz Wisłocki (1887–1941) – slawista, bibliotekarz, bibliograf, dyrektor Zakładu Narodowego im. Ossolińskich
- Władysław Witwicki (1878–1948) – psycholog, filozof i historyk filozofii, tłumacz (gł. dzieł Platona), lektor radiowy, teoretyk sztuki i artysta, profesor Uniwersytetu Warszawskiego.
- Jan Sas-Zubrzycki (1860–1935) – architekt.
- Janusz Żurakowski (ur. 12 września 1914 w Ryżawce, Ukraina, zm. 9 lutego 2004 w Barry's Bay, Ontario, Kanada) – polski pilot myśliwski i doświadczalny, pułkownik. Otrzymał wiele odznaczeń bojowych za udział w misjach na terenie Niemiec oraz w bitwie o Anglię, m.in. Virtuti Militari i Krzyż Walecznych (trzykrotnie). Był bratem konstruktora lotniczego i pilota, mgra inż. Bronisława Żurakowskiego.

## Symbolika
- Półksiężyc – występuje u Saracenów, od których przyjęli go Turcy. Od nich zaczął być używany przez krzyżowców jako symbol nadziei, wielkiej chwały. Jest także symbolem, wiary, wierności, nadziei, powodzenia, szczęścia rodzinnego. W obrzędach magicznych symbolizuje tajemnicę oraz srebro.
- Gwiazda – świadczy zazwyczaj o dążeniu do celu w myśl zasady „Per aspera ad astram”. Stanowi atrybut wolności, natchnienia, ambitnego celu. Gwiazda sześciopromienna oznacza wzniosłe czyny, bezpiecznego przewodnika.
- Strzała – zwyczaj jej używania wywodzi się być może również z wypraw krzyżowych. Może oznaczać kogoś, kto bez wahania wziął udział w walce, bez względu na to jaki będzie jej finał, a w szczególności wojenną gotowość, szybkość.
- Błękit – kolor ten symbolizuje prawość, wierność, stałość, czujność, patriotyzm, pobożność, zaufanie.

## Literatura dodatkowa
- Wiadomość herbie Sas. „Lwowianin Przeznaczony Krajowym i Zagranicznym Wiadomościom”. 9, s. 210–212, 1840.